# Биррия
Биррия (исп. Birria) — мексиканское блюдо из штата Халиско. Испанский термин «birria» используется для описания вещей, не имеющих ценности или качества. Это традиционный суп или стью, приготовленное из козьего мяса (или из баранины) в маринаде адобо на основе перца чили, чеснока, тмина, лаврового листа и тимьяна. Биррия медленно тушится в горшочке. Кроме козлятины может использоваться говядина или баранина. Блюдо можно приправить и украсить луком, кинзой и лаймом. Oбычно подают с кукурузными лепёшками.
Популярной разновидностью биррии стала кесабиррия: мексиканское блюдо наподобие тако, состоящее из говяжьей бирриа, сложенной в лепешку с плавленым сыром и подаваемой с консоме для макания. Oкрашено в красный цвет маринадом из биррии. Кесабиррия, также известная как красные тако, не является традиционным мексиканским блюдом, но стала популярной в Соединённых Штатах благодаря Instagram.

## Культурное значение
Биррия — одно из самых известных блюд мексиканского штата Халиско. Говорят, что в каждом из 125 муниципалитетов штата Халиско есть свой вариант этого блюда. Наиболее известные из них козья биррия из Ameca и биррия из коровей головы из Mascota. Муниципалитеты Сан-Мартин-де-Идальго, Саюла, Закоалько, Сан-Педро-Тлакепаке и Гвадалахара также известны своими вариантами биррии.
Рестораны или уличные тележки, в которых подают биррию, известны как бирриериас и существуют по всей Мексике, особенно в Халиско и его столице Гвадалахаре. Биррия — это символ культурной самобытности жителей Халиско, известных как jaliscienses, особенно гвадалахарцев. Однако в соседних мексиканских штатах есть свои вариации блюда, в том числе бирриа-Сакатекас и биррия-Колима.

## История
В 1519 году Эрнан Кортес и конкистадоры впервые высадились в Мексике, привезя с собой различных домашних животных, в том числе коз. Во время завоевания Мексики конкистадоры решили отдать туземцам расплодившихся животных.
В то время как конкистадоры смотрели на козье мясо свысока, так как оно было жестким, имело сильный запах и было трудноперевариваемым, туземцы стали использовать животных, мариновали по-своему мясо и готовили его под землей, делая мясо вкусным и аппетитным.
Блюда, которые они готовили, испанцы называли «бирриа», уничижительный термин, означающий «бесполезный», в связи с тем, что по их мнению они дали туземцам мясо явно низкого качества.
В 1950 году такеро по имени Гуадалупе Зарате переехал в Тихуану из Коатсинго, штат Пуэбла, он открыл небольшой киоск, где продавали козью биррию и традиционные асада и пасторские тако. Вскоре Зарате решил делать биррию из говядины, потому что козлятина была более дорогой и менее жирной. Однажды кто-то сказал Зарате добавить в мясо ещё жидкости. Получившееся в результате блюдо теперь известно как говяжья биррия в тихуанском стиле, что стало нарицательным среди биррий, поскольку был первым человеком в Тихуане, который приготовил биррию с консоме.
В 1980 году Хуан Хосе Ромеро открыл ресторан «Tacos Aaron», в котором готовили биррию из козлятины и говядины.
В 2001 году «Tacos Aaron» начал подавать кесабиррию, сырно-говяжьи тако из биррии. Когда это блюдо переняли другие повара, оно быстро стало явлением как в Тихуане, так и в соседнем Лос-Анджелесе.
К 2018 году тако биррия в консоме стало национальной тенденцией.